# Daniel Cerny
Daniel Cerny est un acteur et réalisateur américain né le 11 décembre 1981 à Los Angeles.

## Filmographie
Comme acteur
- 1991 : Doc Hollywood de Michael Caton-Jones : le garçon avec l'araignée
- 1992 : Jouets démoniaques de Charles Band : le démon enfant
- 1993 : État second de Peter Weir : Byron Hummel
- 1995 : Les Démons du maïs 3 : Les Moissons de la Terreur de James D. R. Hickox : Eli Porter
- 2006 : The Prince & Me II: The Royal Wedding (en) de Catherine Cyran (vidéo) : Jake

Comme réalisateur
- 2004 : The Nights of Blue (court métrage)
- 2008 : The Moon and He (court métrage)
- 2014 : Tear It Up (court métrage)
- 2015 : Galantis Runaway U & I (court métrage)
- 2016 : The Chainsmokers: Closer Feat. Halsey (court métrage)